# 1966 في الأرجنتين
فيما يلي قوائم الأحداث التي وقعت خلال عام 1966 في الأرجنتين.

## سياسة

### انتهاء فترة المنصب
- 28 يونيو – ارتورو أمبرتو إيليا رئيس الأرجنتين.

## مواليد

### يناير
- 5 يناير – هيكتور بالداسي
- 9 يناير – بيدرو ماساتوشي لاعب كرة قدم أرجنتيني.
- 31 يناير – خورخي غونزاليس

### فبراير
- 26 فبراير – نيستور لورينزو مدرب، ولاعب كرة قدم أرجنتيني.

### مارس
- 8 يونيو – مارسيلو ترافيسونو لاعب كرة قدم أرجنتيني.
- 9 أكتوبر – مارسيلو مورالس لاعب كرة قدم أرجنتيني.
- 21 مارس – روبرتو عازار لاعب كرة مضرب أرجنتيني.

### أبريل
- 23 أبريل – نستور سوبيات لاعب كرة قدم سويسري.
- 29 أبريل – رامون ميدينا بيللو لاعب كرة قدم أرجنتيني.

### يونيو
- 1 يونيو – هابيل بالبو مدرب، ولاعب كرة قدم أرجنتيني.
- 8 يونيو – مارسيلو ترافيسونو لاعب كرة قدم أرجنتيني.
- 27 يونيو – مرسيدس باز لاعبة كرة مضرب أرجنتينية.

### أغسطس
- 1 أغسطس – هوراسيو دي لا بينيا لاعب كرة مضرب أرجنتيني.
- 10 أغسطس – هرنان مونتينيغرو لاعب كرة سلة أرجنتيني.
- 11 أغسطس – خوان ماريا سولاري
- 23 أغسطس – ألبرتو أكوستا مدرب، ولاعب كرة قدم أرجنتيني.

### أكتوبر
- 9 أكتوبر – مارسيلو مورالس لاعب كرة قدم أرجنتيني.
- 12 أكتوبر – روبيرتو سينسيني مدرب، ولاعب كرة قدم أرجنتيني.

### ديسمبر
- 14 ديسمبر – لوكريثيا مارتيل
- 25 ديسمبر – خافيير فرانا لاعب كرة مضرب أرجنتيني.

## وفيات

### ديسمبر
- 26 ديسمبر – غييرمو ستابيلي (مواليد 1905) لاعب كرة قدم أرجنتيني.